# Klaus Rohleder
Klaus Kurt Rohleder (* 9. Juni 1935 in Waltersdorf bei Neumühle; † 5. September 2013 in Sizilien, Italien) war ein deutscher Landwirt und Autor.

## Leben
Rohleder war in der DDR zwangsweise LPG-Mitglied und ließ sich nach der politischen Wende 1989 seinen Grund und Boden restituieren.
Rohleder gehörte in der DDR dem oppositionellen Greizer Kreis um Günter Ullmann, Harald Seidel und Ibrahim Böhme an und war auch eng mit Jürgen Fuchs befreundet.  Seine Texte, die das Leben in der DDR realistisch widerspiegeln, fanden zwar Anerkennung, doch es dauerte bis 1988, ehe an der Berliner Volksbühne das Stück Das Fest aufgeführt wurde. 1991 erhielt er den Förderpreis des Ludwig-Mülheims-Theaterpreises.
Im Jahr 2006 erarbeitete er in Catania mit dem sizilianischen Komponisten Joe Schittino die Oper La Neuberin, die 2007 bei den Stelzenfestspielen und im Kloster Mildenfurth bei Wünschendorf aufgeführt wurde, und 2009 das Oratorium Wasser, das zur Mauer wurde. Am 9. November 2009 wurde anlässlich des XVI. Else Lasker-Schüler-Forums in Catania das Werk Im Exil – Orte der Erinnerung uraufgeführt.
Rohleder wurde 2011 mit dem Bundesverdienstkreuz ausgezeichnet.

## Werke
- Das Spiel. Autoren-Kollegium, Berlin, 1989.
- Das Fest. Autoren-Kollegium, Berlin, 1990. Bühnenmanuskript
- Die Panne oder der Oleander. Autoren-Kollegium, Berlin 1990
- Crash. Drei-Masken-Verl., München, 1996 Bühnenmanuskript

## Hörspiele
- 1986: Tautropfen und Kaninchen – Regie: Flora Hoffmann (Kinderhörspiel – Rundfunk der DDR)